# IAFIS
Les sigles IAFIS (en anglès: Integrated Automated Fingerprint Identification o Sistema Automàtic d'Identificació Dactilar) és un sistema d'identificació d'empremta dactilar automatitzada i el sistema d'historial criminal nacional mantingut per el FBI. L'AFIS proporciona la capacitat de cerca d'empremtes dactilars latents de forma automatitzada, capacitat de cerca latent, emmagatzematge d'imatges digitals i l'intercanvi electrònic d'empremtes dactilars.L'AFIS alberga les empremtes digitals i antecedents penals de 70 milions de subjectes en l'arxiu criminal mestre, 31 milions d'impressions d'empremtes digitals de civils i les dades de 73.000 terroristes coneguts i sospitosos processats pels EE.UU. o per organismes policíacs internacionals.

## Característiques
La verificació d'antecedents en les ocupacions i les compres d'armes de foc legítimes obliga als ciutadans a ser registrats de forma permanent en el sistema. Per exemple, els mandats de l'Estat de Washington obliguen a tots els sol·licitants d'ocupació en un context hospitalari que alberga nens vulnerables (com els nens amb problemes mentals, físics o emocionalment malalts) es registren les empremtes digitals/empremtes digitals i són ingressats al AFIS com a part de la seva revisió d'antecedents amb la finalitat de determinar si el sol·licitant té cap registre del comportament criminal.
Les empremtes dactilars són enviades voluntàriament pel FBI local, estatal i agències policíacas federals. Aquests organismes adquireixin les empremtes dactilars a través d'arrestos criminals o procedents de fonts no penals, com la verificació d'antecedents d'ocupació i el programa US-VISIT. L'FBI després cataloga les empremtes digitals/empremtes digitals juntament amb els antecedents penals vinculats amb el tema.
Les forces de l'ordre poden llavors sol·licitar una cerca en AFIS per identificar l'escena del crim empremtes dactilars (latents) obtinguts durant les recerques criminals. cerques civils també es duen a terme, però l'FBI cobra una petita quota i el temps de resposta és més lenta.
L'FBI ha anunciat plans per reemplaçar AFIS amb un sistema d'identificació de nova Generació, desenvolupat per Lockheed Martin en associació amb Safran.

## Tecnologia
El dispositiu que s'utilitza per a la lectura de les empremtes dactilars en el AFIS es diu LiveScan. El procés d'obtenció de les impressions a manera de LiveScan emplea petjades de rodadura o la col·locació d'impressions planes sobre una placa de vidre per sobre d'una unitat de la càmera. El procés d'obtenció d'impressions mitjançant la col·locació d'una targeta de deu petjades (petjades preses usant negra) en un escàner de superfície plana o d'alta velocitat es diu CardScan (o ocasionalment DeadScan). A més d'aquests dispositius, hi ha altres dispositius per capturar les impressions de l'escena del crim, així com els dispositius (tant amb filferro i sense fils) per capturar una o dues impressions dactilars en temps real. El mètode més comú d'adquisició d'imatges d'empremtes dactilars segueix sent la forma del coixinet de tinta i paper barat. formes d'exploració ("targetes d'empremtes digitals/empremtes digitals") amb un AFIS forense compleix amb les normes establertes pel FBI i l'Institut Nacional d'Estàndards i Tecnologia (NIST).
Perquè coincideixi amb una impressió, un tècnic escaneja l'empremta digital en la impressió en qüestió, i algorismes informàtics s'utilitzen per marcar tots els punts en les minúcies, dels mascles i els deltes detectades en la impressió. En alguns sistemes, es permet que el tècnic dugui a terme una revisió dels punts que ha detectat el programari, i se sotmet el conjunt de característiques a un un-a-moltes (1: N) Cerques. Els millors sistemes comercials proporcionen el processament i cerca de les funcions d'impressió totalment automatitzats. El processador d'imatge de la petjada generalment assigna una "mesura de qualitat" que indica si la impressió és acceptable per a la cerca.

## Velocitat
El temps mitjà de resposta per a una presentació electrònica d'empremtes digitals penals és d'uns 27 minuts, mentre que les comunicacions electròniques civils són processades en un termini d'una hora i 12 minuts. AFIS va processar més de 61 milions d'empremtes en paquets de 10 empremtes durant l'any fiscal 2010.

## Cultura popular
En les sèries de televisió forense com CSI: Crime Scene Investigation, els investigadors sovint acaren les empremtes dactilars amb la base de dades AFIS.
- Al programa de televisió NCIS, Abby Sciuto utilitza la base de dades AFIS per a l'equip de NCIS.
- Al programa de televisió Dexter Temporada 7 Episodi 1 Dexter utilitza el AFIS per posar a prova les petjades de la dona en el maleter del cotxe.
- Al programa de televisió Person of Interest en la temporada 1 episodi 18 Donnelly utilitza el AFIS per acarar les empremtes digitals/empremtes digitals de John als delictes anteriors a Nova York.

## Sistemes europeus
- Eurodac - Dactiloscopia Europea
- Eurodoc - Federació d'organitzacions nacionals d'investigadors joves en la Unió Europea